# John Brough
John Brough, född 17 september 1811 i Marietta, Ohio, död 29 augusti 1865 i Cleveland, Ohio, var en amerikansk politiker och publicist. Han var den 26:e guvernören i delstaten Ohio från 11 januari 1864 fram till sin död.
Broughs mor var född i Pennsylvania och fadern var en invandrare från England. Brough inledde sin karriär inom tidningsbranschen och studerade samtidigt deltid vid Ohio University. Han köpte sedan tillsammans med brodern Charles tidningen Ohio Eagle som stödde demokraternas politik. Brough inledde också sin politiska karriär som demokrat och var ledamot av Ohio House of Representatives, underhuset i delstatens lagstiftande församling, 1838-1839. Bröderna Brough köpte sedan 1841 tidningen Cincinnati Advertiser som de döpte om till The Cincinnati Enquirer.
Brough blev 1848 verkställande direktör för järnvägsbolaget Cincinnati and Indianapolis Railway. Han var senare chef för Cleveland, Bellfont and Indianapolis Railroad.
National Union Party nominerade Brough som sin kandidat i guvernörsvalet 1863. Han besegrade tidigare kongressledamoten Clement Vallandigham i valet. Brough efterträdde David Tod som guvernör och avled ett och ett halvt år senare i ämbetet. Hans grav finns på Woodland Cemetery i Cleveland.